# Howard Saunders

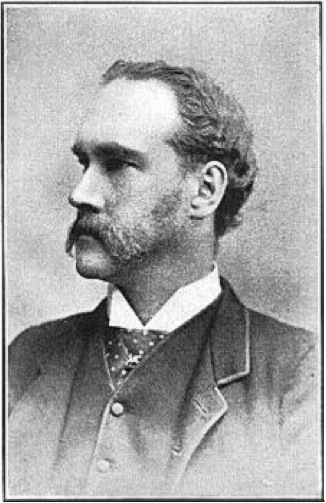
Howard Saunders

Howard Saunders (* 16. September 1835 in London; † 20. Oktober 1907 ebenda) war ein britischer Geschäftsmann und Ornithologe.

## Leben und Wirken
Saunders wurde in Leatherhead und Rottingdean ausgebildet. Anschließend  wurde er Angestellter im Bankhaus Anthony Gibbs and Sons. Die Auslandsverbindungen seines Arbeitgebers ermöglichten es ihm, 1855 nach Südamerika zu reisen, wo er Chile und Brasilien besuchte und seine Vorliebe für die Ornithologie entwickelte. Von 1862 bis 1868 studierte er die Avifauna in Spanien und publizierte seine Beobachtungen im Fachjournal Ibis. 1883 und 1884 war er in den Pyrenäen unterwegs. 1891 veröffentlichte er Artikel über die Vogelwelt der Schweiz und 1893 den Beitrag The Distribution of Birds in France.
Saunders’ Hauptforschungsschwerpunkt waren die Möwen und Seeschwalben, über die er im Catalogue of the Birds in the British Museum, in den Proceedings of Zoological Society of London, im Journal of the Linnean Society und im Journal Ibis Beiträge verfasste, darunter die wissenschaftliche Erstbeschreibung zur Antarktikskua (Catharacta maccormicki). Auch als Herausgeber machte sich Saunders einen Namen: So veröffentlichte er 1884 und 1885 die dritte und vierte Auflage von William Yarrells Werk British Birds und 1889 das Standardwerk An Illustrated Manual of British Birds.
Von 1901 bis zu seinem Tod im Jahre 1907 war er Sekretär der British Ornithologists’ Union. Daneben war er der erste Sekretär und der erste Schatzmeister des British Ornithologists’ Club sowie aktives Mitglied der Zoological Society of London, der Linnean Society of London und der Royal Geographical Society. 
Nach Saunders sind die Saundersmöwe (Saundersilarus saundersi) und die Orientseeschwalbe (Sternula saundersi) benannt.

## Werke (Auswahl)
- 3. (1884) und 4. (1885) Auflage von William Yarrells The History of British Birds
- Sternae (1889)
- An Illustrated Manual of British Birds (1889)
- Catalogue of the Gaviae and Tubinares in the Collection of the British Museum (1896 mit Osbert Salvin)